# Psycho Therapy: The Shallow Tale of a Writer Who Decided to Write About a Serial Killer
Psycho Therapy: The Shallow Tale of a Writer Who Decided to Write About a Serial Killer  es una película estadounidense-turca de 2024 de comedia negra y drama escrita y dirigida por Tolga Karaçelik y protagonizada por Steve Buscemi, John Magaro y Britt Lower. Se trata de la primera producción en inglés de Karaçelik.
El filme tuvo su estreno mundial en el Festival de Cine de Tribeca de 2024 y llegará a los cines estadounidenses el 4 de abril de 2025.

## Trama
La película relata la amistad de un escritor en medio de un divorcio y un asesino en serie retirado que durante el día le aconseja sobre su matrimonio y por la noche le cuenta sobre su historial de asesinatos, material que el escritor usa para su nuevo libro.

## Reparto
- Steve Buscemi como Kollmick, un asesino serial.
- John Magaro como Keane, un escritor.
- Britt Lower como Suzie, la esposa de Keane.
- Ward Horton como David.
- Olli Haaskivi como Seymour.
- Sydney Cole Alexander como Zoe.

## Producción
Tolga Karaçelik comenzó a escribir la historia en 2015, sobre un asesino que contempla la idea de volverse escritor. En ese momento, el proceso de escritura estuvo influenciado por un bloqueo del escritor y una de las sesiones de terapia de Karaçelik.
En junio de 2023, se anunció que el director turco había comenzado la producción de su cuarto largometraje, el primero en inglés, originalmente titulado The Shallow Tale of a Writer Who Decided to Write about a Serial Killer. El rodaje comenzó el 9 de junio. A cargo de la producción estuvo Cinegryphon Entertainment y May Productions de Turquía y Olive Productions de Steve Buscemi y Wren Arthur. La filmación se llevó a cabo en la ciudad de Nueva York con Buscemi, Britt Lower y John Magaro encabezando el reparto. Daniel Day-Lewis fue tenido en cuenta para el papel principal antes de que se confirmara a Buscemi. Tras veintidós días de rodaje, la filmación concluyó en agosto del mismo año, mientras que la posproducción continuó en Nueva York, Los Ángeles y Estambul.

## Estreno
Su estreno mundial tuvo lugar en el Festival de Cine de Tribeca el 8 de junio de 2024, donde la cinta fue nombrada finalista del Premio del Público en la competencia de narrativa del festival. En febrero de 2025, se anunció que Brainstorm Media había obtenido los derechos de distribución del filme en Estados Unidos. Psycho Therapy se estrenará el 4 de abril en los cines de Nueva York y el 11 de abril en otros cines y video bajo demanda.